# École normale supérieure Lettres et sciences humaines
Die Hochschule École normale supérieure Lettres et sciences humaines (ENS LSH) war eine französische Grande École, die zum Netzwerk der Écoles normales supérieures gehörte.

## Geschichte
Die ENS LSH war die Nachfolgerin der ENS in Fontenay und in Saint-Cloud, die 1880 bzw. 1882 von dem französischen Bildungsreformer Jules Ferry gegründet wurden, um eine qualitativ hochwertige Lehrerausbildung zu garantieren. Mit dem Ziel der Dezentralisierung und der fachlichen Neuordnung der ENS wurde 1987 die École Normale Supérieure de Fontenay/Saint-Cloud gebildet, die im Jahr 2000 nach Lyon übersiedelte und sich in École normale supérieure Lettres et sciences humaines umbenannte. Sie umfasste den kompletten geisteswissenschaftlichen Zweig der Vorgängerhochschulen, während der naturwissenschaftliche Teil unter dem Namen École normale supérieure de Lyon bereits seit 1987 in Lyon angesiedelt war. Zum 1. Januar 2010 wurde die geisteswissenschaftlich ausgerichtete Einrichtung mit der ENS Lyon (naturwissenschaftliche Ausrichtung) fusioniert.

## Studium
Die Zulassung zum Studium erfolgte über ein landesweites Aufnahmeverfahren nach dem Besuch von zweijährigen Vorbereitungsklassen. Die so angenommenen Studenten erhielten die Bezeichnung élève normalien und wurden mit Gehalt für die Dauer von 10 Jahren in den Staatsdienst aufgenommen. Darüber hinaus konnten Studenten, die von Universitäten kamen sich für jedes nachfolgende Studienjahr bewerben und dann als freie Hörer oder als internationale Stipendiaten an der ENS LSH studieren.
Die Hochschule hatte vier Fakultäten: Literatur und Kunst, Sprachen, Geisteswissenschaften sowie Sozialwissenschaften.
Nach dem ersten Jahr erhielten die Studenten die Licence (Bakkalaureus) und nach zwei weiteren Jahren den Master (Magister). Jedoch wurde nach dem ersten Master-Jahr im Normalfall ein Jahr lang die Agrégation vorbereitet, eine Prüfung für das höhere Lehramt, so dass das komplette Studium an der ENS LSH 4 Jahre ging.

## Berühmte Absolventen

Haupteingang des Campus der ENS LSH in Lyon-Gerland

(Absolventen der ENS LSH und ihrer Vorgängerinnen. In Klammern das Jahr der Aufnahme.)
- Pierre-Marc de Biasi, Literaturwissenschaftler und Skulpteur
- Pierre Bergounioux (1969), Schriftsteller
- Jean-Claude Carrière (1953), Schriftsteller, Drehbuchautor und Schauspieler
- Roger Chartier (1964), Historiker, Professor am Collège de France
- Philippe Descola (1970), Anthropologe, Professor am Collège de France
- Roger-Pol Droit (1949), Journalist und Philosoph
- Jacques Dupâquier (1942), Gründer des Instituts für historische Demographie, Mitglied der Académie des sciences morales et politiques
- Alain Finkielkraut (1969), Philosoph
- Jean-Michel Gaillard (1966), hochrangiger Beamter
- André Glucksmann (1957), Philosoph
- Maurice Godelier (1955), Anthropologe
- Pierre Goubert (1935), Historiker
- Georges Hyvernaud (1919), Schriftsteller
- Jean Jacquart (1947), Historiker
- Noël Josèphe (1951), Politiker
- Marc Kravetz (1961)
- Pascal Lainé (1962), Schriftsteller (Prix Goncourt)
- Georges Lemoine (1956), Germanist, ehemaliger Minister
- Yves Le Pestipon, Literaturwissenschaftler und Schriftsteller
- Amadou Madougou (1967), Politiker
- Gérard Miller (1968), Politikwissenschaftler und Psychoanalytiker
- Jean-François Muracciole, Historiker
- Maurice Nadeau (1931), Literaturkritiker, Schriftsteller und Verleger
- Mazarine Pingeot (1994), Journalistin und Schriftstellerin
- Marceau Pivert (1919), Gewerkschafter
- Christian Renoux, Historiker
- Daniel Roche (1956), Historiker, ehemaliger Professor am Collège de France
- Henry Rousso (1974), Historiker
- Jean-Pierre Sueur (1966), Linguist, Senator
- René Taton, Mathematik- und Wissenschaftshistoriker
- Michel Vovelle (1953), Historiker

## Berühmte Professoren
- Golo Mann (1933–1935) (Lektor), deutscher Historiker, Schriftsteller und Philosoph